# دينيسي بريتو
دينيسي بريتو (بالإنجليزية: Dean Brett)‏ (8 ديسمبر 1992 بإدنبرة في المملكة المتحدة - ) هو مدرب كرة قدم ولاعب كرة قدم بريطاني في مركز الوسط. لعب مع نادي كاودينبيث لكرة القدم.

## وصلات خارجية
- دينيسي بريتو على موقع قاعدة بيانات كرة القدم.إي يو (الإنجليزية)